# 도둑 호첸플로츠
《도둑 호첸플로츠》(독일어: Der Räuber Hotzenplotz)는 독일의 소설가 오트프리트 프로이슬러가 1962년에 발표한 소설이다. 독일의 어느 시골 마을에서 활동하는 왕도둑 호첸플로츠와 그를 잡기 위한 마을의 경찰 딤펠모저 씨 그리고 카스페를, 제펠 듀오의 활약을 그린 소설이다.

## 줄거리

### 왕도둑 호첸플로츠
- 평화로운 독일의 어느 시골 마을 카스페를의 할머니는 커피콩을 갈며 커피 한 잔을 즐기려 한다. 할머니가 쓰는 커피 그라인더는 손자인 카스페를과 그의 친구 제펠이 직접 발명해 생신 선물로 드린 것인데 그라인더를 작동할 때마다 할머니가 좋아하시는 '모든 게 새로워라 5월은'이란 노래가 연주된다. 그 날도 어김없이 커피 그라인더로 콩을 갈고 있는데 정원 한 켠에 숨어 있던 낯선 사람이 갑자기 나타나 그 커피 그라인더를 내놓으라고 위협한다. 그 낯선 사람은 바로 이 마을에서 악명높은 왕도둑 호첸플로츠였다. 호첸플로츠는 할머니를 위협해 커피 그라인더를 빼앗아 달아나고 할머니는 충격으로 기절하고 만다. 뒤늦게 할머니를 발견한 카스페를과 친구 제펠은 호첸플로츠를 직접 잡기로 결정한다. 그래서 모래를 집어넣은 감자 박스를 황금이 든 상자로 속여 호첸플로츠의 소굴을 알아내려고 했고 호첸플로츠는 아무런 의심없이 그 상자를 자기 소굴로 들고 들어갔다가 뒤늦게 속임수를 알아차렸다. 호첸플로츠는 재빨리 남은 모래를 들고 숲의 갈림길로 가서 한갈래 길을 더 만들고 카스페를과 제펠을 역으로 자신이 잡을 계략을 꾸몄다. 한편, 카스페를과 제펠은 호첸플로츠를 혼동시키기 위해 모자를 바꿔쓰고 숲으로 갔다가 두 갈래로 갈라진 모랫길을 발견하게 된다. 그래서 각자 흩어져서 왼쪽은 제펠이 가고 오른쪽은 카스페를이 가기로 결정했다. 진짜 호첸플로츠의 소굴로 가는 길은 왼쪽 길이었는데 불행하게도 호첸플로츠는 미리 자신의 소굴 입구 앞에 있는 옹이진 늙은 떡갈나무 뒤에서 후추총을 장전한 채 기다리고 있었다. 그리고 제펠이 오자마자 후추총을 쏴서 제압하는데 성공했다. 그리고 카스페를이 간 오른쪽 길엔 미리 함정을 설치해 놓았고 결국 카스페를 역시 함정에 걸리며 호첸플로츠에게 잡히고 말았다.
- 서로 모자를 바꿔썼기 때문에 호첸플로츠는 카스페를을 제펠로 그리고 제펠을 카스페를로 혼동했다. 그리고 카스페를은 즉시 멍청한 척 연기를 했기에[1] 호첸플로츠는 카스페를이 별 쓸모 없다고 생각하여 자신의 친구인 사악한 마법사 페트로질리우스 츠바켈만에게 머슴으로 팔아버렸다. 그리하여 카스페를은 츠바켈만의 집에서 감자 깎는 머슴으로 지내게 되었고 제펠은 호첸플로츠의 머슴으로 남게 되었다. 그리고 츠바켈만이 북스테후데에 위치한 동료 마법사들의 모임에 간다고 자신의 성을 비웠을 때 성 지하실에서 웬 여자의 흐느끼는 소리가 들렸다. 감자를 깎다가 잠시 휴식을 취하던 카스페를은 그 소리를 듣고 지하실로 가게 된다. 그 울음 소리는 지하실 연못에서 나는 것이었다. 그런데 연못 안에 있는 것은 웬 참개구리 한 마리였다. 사실 그 참개구리의 정체는 요정 아마릴리스였는데 츠바켈만의 저주 때문에 참개구리가 된 것이었다. 그녀를 다시 원래의 모습으로 되돌리려면 성 밖 강가에 있는 신비한 약초를 가져와야 한다. 그러나 츠바켈만의 성엔 결계가 처져 있어서 그의 허락 없이는 절대 성 밖으로 나갈 수 없다. 그러자 아마릴리스는 자신의 물건 하나를 놔두고 가면 성 밖으로 나갈 수 있다고 알려주었고 카스페를은 그녀를 구하기 위해 제펠의 모자를 놔두고 성 밖으로 나간다.
- 그리고 카스페를이 나가고 얼마 안 되어 츠바켈만이 성으로 들어왔고 자신이 먹고 싶어 했던 감자튀김을 먹으려고 카스페를을 불렀으나 아무 대답이 없었다. 그리하여 성 곳곳을 뒤졌고 마침내 카스페를이 도망쳤다는 걸 알게 되었다. 하지만 츠바켈만은 성 밖으로 나간 사람을 힘들이지 않고 그대로 불러들일 수 있었다. 카스페를이 제펠의 모자를 놓고 나갔다는 걸 발견하자마자 곧바로 마법의 원을 그려 주문을 외워 카스페를을 소환하려 했다.[2] 하지만 그 모자는 본래 제펠의 것이었기에 엉뚱하게도 호첸플로츠의 소굴에서 그의 장화를 손질하던 중이었던 제펠이 소환되었다. 제펠을 모르고 있던 츠바켈만으로선 웬 엉뚱한 소년이 와서 당황했고 결국 호첸플로츠가 제펠이라고 자신에게 팔았던 아이가 본래 카스페를이었다는 걸 알게 되었다. 그리고 카스페를을 불러내고 싶어도 호첸플로츠가 이미 카스페를의 모자를 불태워버렸기에 소환할 수가 없었다. 화가 난 츠바켈만은 제펠에게서 호첸플로츠의 장화를 빼앗아 다시 마법의 원을 그려 호첸플로츠를 불러냈다. 츠바켈만은 호첸플로츠에게 어제 자신에게 머슴으로 팔았던 소년이 제펠이 아니라 카스페를이란 사실과 카스페를이 사라졌다는 걸 얘기하면서 그를 바보, 멍청이라고 욕한다. 호첸플로츠 또한 화가 나서 츠바켈만에게 그 말 취소하라고 했지만 츠바켈만은 아랑곳하지 않고 호첸플로츠를 피리새로 변신시켜버렸다. 그리고 제펠에게 감자 깎는 일을 시키고 자신은 카스페를을 추적하러 나섰다.

한편, 카스페를은 신비한 약초를 구해와서 아마릴리스에게 주었고 아마릴리스는 원래의 모습을 되찾는다. 이 때 츠바켈만도 그 모습을 보게 되었고 카스페를과 아마릴리스에게 저주를 걸려고 하지만 아마릴리스에게 제압당하고 결국 연못 속으로 빠져 죽고 만다. 그리고 카스페를은 제펠을 구출해서 탈출했고 아마릴리스는 츠바켈만의 성을 무너뜨렸다. 그리고 카스페를과 제펠에게 3가지 소원을 들어주는 반지를 선물한다. 제펠에게서 호첸플로츠가 자신의 모자를 태워버렸다는 사실을 알게 된 카스페를은 첫 번째 소원으로 자신의 모자를 되살려 달라고 했고 첫 번째 소원이 이루어졌다. 그리고 피리새로 변한 호첸플로츠가 든 새장을 들고 경찰서로 가서 두 번째 소원으로 피리새가 원래 모습으로 되돌아가게 해달라고 빌었다. 피리새는 곧바로 호첸플로츠로 변신하였고 딤펠모저 경위는 아이들의 도움 덕분에 호첸플로츠를 체포하는데 성공하게 된다. 그리고 마지막 소원으로 호첸플로츠가 훔쳐간 할머니의 커피 그라인더를 불러내 할머니의 커피 그라인더까지 되찾았다.

### 호첸플로츠 다시 나타나다
호첸플로츠가 체포되고 몇 주 정도 지난 뒤의 일이었다. 호첸플로츠를 체포한 덕분에 딤펠모저 경위는 경감으로 승진했고 카스페를과 제펠은 그에게 걸려 있던 현상금 555마르크 55페니히를 받게 되었다. 그러나... 어느 목요일, 카스페를의 할머니는 점심 식사 준비를 위해 소시지 구이와 자우어크라우트를 하고 아이들을 기다리고 있었는데 경찰 제복을 입은 사람이 갑자기 집에 나타났다. 할머니는 요리를 하느라 안경을 빼놓고 있어서 눈이 잘 보이질 않았는데 경찰 제복을 입고 있었기에 당연히 그가 딤펠모저 경감일 것이라고 생각했다. 그러나 그 경찰 제복을 입은 사내는 바로 호첸플로츠였다. 호첸플로츠는 할머니가 손자와 손자 친구에게 주려고 준비 중이었던 소시지 구이와 자우어크라우트를 자신이 낼름 다 집어먹어 버렸고 할머니는 그 충격으로 또 다시 기절한다. 할머니는 화가 나서 호첸플로츠가 돌아다니는 한 다시는 소시지를 굽지 않겠다고 선언했고 이에 카스페를과 제펠은 다시 호첸플로츠를 잡는데 나서야 했다. 호첸플로츠가 갇혀 있던 소방서의 펌프 창고에 가보니 딤펠모저 경감이 속옷 차림으로 꽁꽁 묶여 있었다. 알고 봤더니 호첸플로츠가 맹장이 꼬였다는 핑계로 딤펠모저 경감을 불러낸 후 습격하여 제복을 벗기고 꽁꽁 묶어놓은 다음 그대로 탈출에 성공한 것이었다. 딤펠모저 경감에겐 제복 외엔 별 다른 옷이 없었고 여벌 제복은 세탁소에 맡겨둔 상태였다. 하는 수 없이 낡은 술통 속에 넣고 그를 집까지 데려다주었다.
한편, 호첸플로츠는 경찰 제복을 입은 채로 자신의 소굴로 돌아왔다. 자신의 소굴은 이미 경찰에 의해 입구가 봉쇄된 상태였다. 그러나 호첸플로츠는 이미 소굴 입구에 있는 옹이진 늙은 떡갈나무로 통하는 다른 출입구를 만들어둔 상태였고 그 다른 출입구를 통해 자신의 소굴로 유유히 들어왔다. 이미 자신의 소굴은 경찰들의 수색으로 난장판이 된 상태였고 그의 무기들도 대부분 압수된 상태였다. 그러나 호첸플로츠는 그럴 때를 대비해서 미리 새 무기들을 갖춰놓고 있었다. 그리고 자신을 갇히게 한 카스페를과 제펠에게 복수를 다짐한다. 호첸플로츠는 힘 닿는 데까지 경찰 제복을 자신의 일에 이용할 생각이었고 또 그 제복을 입은 채 카스페를의 할머니에게 접근해 납치하는데 성공했다. 그리고 호첸플로츠는 카스페를과 제펠에게 편지를 보내 자신이 할머니를 납치했고 할머니를 다시 만나고 싶거든 몸값을 지불하라고 협박했다. 몸값은 카스페를과 제펠이 호첸플로츠를 체포하는 공으로 받은 상금 555마르크 55페니히였다. 그 돈을 가지고 옛날 돌십자가로 오라고 유인했다. 이 편지를 본 딤펠모저 경감은 분노했으나 카스페를과 제펠은 자신들이 직접 그 몸값을 가지고 가겠다고 했다. 딤펠모저 경감은 아이들의 제안을 수락했고 아이들의 안전을 확인하기 위해 점성술사 포르티운쿨라 슐로터베크를 찾아 그녀가 가지고 있는 신비한 수정구슬로 아이들의 상태를 살폈다.
옛날 돌십자가로 가서 기다려보니 호첸플로츠가 다시 도둑 옷으로 갈아입고 후추총을 든 채 나타났다. 아이들은 555마르크 55페니히를 호첸플로츠에게 건넸고 약속대로 할머니를 돌려달라고 했으나 호첸플로츠는 편지 속엔 "할머니를 다시 만나게 해주겠다."고 했지 "할머니를 돌려보내주겠다."고 한 적은 없다고 하면서 그대로 둘을 포박해서 자신의 소굴로 끌고 들어갔다. 그리고 이 사실은 수정구슬을 통해 보고 있던 딤펠모저 경감이 확인했고 결국 딤펠모저 경감은 슐로터베크 부인의 애완견 바스티를 데리고 호첸플로츠가 있는 곳으로 향했다. 아이들을 끌고 가던 호첸플로츠는 우연히 숲에서 빨간 버섯들을 보았다. 호첸플로츠는 아이들을 나무에 묶어둔 후 그 빨간 버섯들을 칼로 잘라 주머니에 담으며 버섯 수프를 해먹을 생각을 했다. 아이들은 호첸플로츠에게 독버섯일지도 모르는데 괜찮겠냐고 하자 호첸플로츠는 이 버섯이 독버섯일 리 없다고 우기며 그대로 자신의 소굴로 끌고 들어갔다. 그리고 할머니에게 강제로 버섯 수프를 끓이게 했다. 카스페를과 제펠은 아이디어 하나가 번뜩였다. 호첸플로츠가 할머니가 끓여준 버섯 수프를 먹으려 할 때 일부러 큰소리로 저런 건 먹기 싫다는 투로 말했다. 호첸플로츠는 할머니에게 제펠에게도 버섯 수프를 한 그릇 주라고 말하면서 애들이 아무 거나 잘 먹어야지 이것 저것 가리면 못 쓴다면서 강제로 먹였다.
그리고 제펠은 그 버섯 수프를 먹자마자 곧바로 복통이 난 것처럼 연기를 했다. 호첸플로츠는 제펠이 복통을 호소하며 쓰러진데다 마침 자신도 그 버섯 수프를 먹은 후 괜히 속이 더부룩한 느낌이 들어 정말 이게 독버섯인가 하고 의심했다. 카스페를은 호첸플로츠에게 독버섯을 먹었을 때 응급처치법이 있다며 호첸플로츠를 의자에 앉히고 꽁꽁 묶었다. 호첸플로츠는 뒤늦게 속았다는 걸 알아차렸지만 크게 개의치 않았다. 소굴의 출입구는 호첸플로츠만이 다룰 수 있었고 또 호첸플로츠를 제압하고 싶어도 그가 갖고 있는 후추총은 장전이 안 되어 있었기 때문이었다. 그렇게 하염없이 기다리던 중 딤펠모저 경감이 나타났다. 슐로터베크 부인의 애완견 바스티는 그녀의 마법 실수로 인해 닥스훈트에서 악어로 모습이 바뀌어 있는 상태였는데 호첸플로츠는 바스티를 영락없이 악어라고 믿고 깜짝 놀라 항복하겠다는 뜻을 밝혔다. 결국 딤펠모저 경감과 카스페를, 제펠 듀오는 또 다시 호첸플로츠를 체포하는데 성공했고 이제 호첸플로츠는 탈옥을 할 수 없게 교도소로 보낼 예정이었다. 그리고 할머니는 호첸플로츠가 잡히자 마자 일요일이 아닌데도 소시지 구이와 자우어크라우트를 내놓았다.

### 호첸플로츠 또 다시 나타나다
어느 날 카스페를의 할머니가 빨래를 널고 있는데 정원에서 갑자기 부스럭거리는 소리가 들린다. 소리가 나는 곳으로 돌아보니 웬 낯선 사람이 들어와 있었다. 그 낯선 사람은 바로 호첸플로츠였다. 감옥에 있어야 할 호첸플로츠가 또 카스페를의 할머니 집에 나타나 있다니. 하지만 이미 2번이나 호첸플로츠에게 당한 뒤로 할머니도 예전처럼 당하지만은 않겠다고 다짐하며 여유롭게 나섰다. 호첸플로츠는 할머니에게 자신이 오늘 아침 모범수로 석방되었다는 사실을 알리며 이제 자신은 새롭게 살 것이라고 말했다. 이 집에 들어온 것 역시 단지 안부 인사를 전하기 위해서라고 했다. 하지만 그 말을 믿는 사람은 아무도 없다. 호첸플로츠는 제대로 된 석방 증명서까지 보여주며 자신이 탈옥한 게 아니라고 주장했지만 할머니는 지금 쓰는 안경은 멀리 보는 안경이라 글을 읽기 어려우니 창고에 있는 가까이 보는 안경을 달라고 거짓말을 하며 그를 창고에 가둔 후 도와줘란 말을 외치고 그대로 기절했다. 밖에서 놀던 카스페를과 제펠은 또 할머니가 기절해 있는 것을 보았다. 아이들은 딤펠모저 경정을 데리고 왔고 창고 안에 호첸플로츠가 있는 것을 알게 된다. 호첸플로츠는 자신이 오늘 모범수로 석방된 사실을 말하며 석방 증명서를 내민다. 정말 그 석방 증명서는 위조된 것이 아니라 진짜였다.
하지만 호첸플로츠를 믿을 수는 없었다. 호첸플로츠가 뭘 하는지 보기 위해 다시 슐로터베크 부인의 집을 찾았고 수정구슬로 그의 행동을 감시했다. 호첸플로츠는 다시 숲 속 자신의 소굴로 들어갔는데 노래는 분명히 도둑 생활을 포기할 것이란 노래를 부르고 있었지만 아니나 다를까 또 다시 소굴 속에 있던 자신의 옛 무기들을 꺼내고 있는 게 아닌가? 딤펠모저 경정은 이럴 줄 알았다는 식으로 불신했고 아이들 또한 호첸플로츠를 다시 잡을 계획을 꾸민다. 그리하여 카스페를과 제펠은 호첸플로츠가 지나가는 숲길에다 함정을 설치해두고 그가 오기만을 기다렸는데 오히려 제펠이 역으로 호첸플로츠의 함정에 걸리고 말았다. 카스페를과 제펠은 호첸플로츠에게 다시 또 옛날처럼 도둑 생활을 하려는 것 아니냐면서 따졌지만 호첸플로츠는 자신은 이미 도둑 생활을 청산할 생각이라고 밝혔고 어제 무기들을 꺼낸 건 그것들을 내다 버리려고 했는데 어젯밤 숲속이 너무나도 캄캄해서 처리하지 못했을 뿐이라고 밝혔다. 그제야 호첸플로츠의 말을 믿은 아이들은 같이 무기를 버리자고 제안했고 호첸플로츠도 그 말에 따라 호첸플로츠가 갖고 있던 무기들을 버린다. 그리고 호첸플로츠가 요리한 도둑의 성찬을 맛있게 먹고 다시 마을로 돌아갔다.
마을로 돌아가는 길에 호첸플로츠 수배 전단이 붙은 걸 발견하게 되었다. 모두 옛날에 붙여둔 수배지를 아직 떼지 않았겠거니 했지만 그 수배지는 오늘 붙은 것이었다. 호첸플로츠를 수배한 혐의는 바로 슐로터베크 부인의 수정 구슬 절도였다. 하지만 호첸플로츠는 그 집에 들어가 수정 구슬을 훔친 적이 없다. 일단 숲 속은 위험하므로 카스페를과 제펠은 할머니 몰래 호첸플로츠를 집에 데려다 숨기기로 했다. 그리고 호첸플로츠의 혐의를 벗기기 위해 직접 슐로터베크 부인을 찾아가 그의 결백을 주장했지만 부인은 믿지 않았다. 하지만 얼마 지나지 않아 수정구슬을 가져간 이는 애완견 바스티라는 것을 알게 되어 슐로터베크 부인의 구슬 절도(?) 사건은 해프닝으로 그쳤다. 이 기쁜 소식을 전하러 집에 숨겨둔 호첸플로츠를 찾으러 갔는데 호첸플로츠는 아이들에게 금을 찾으러 미국으로 떠나겠다는 편지를 남기고 이미 떠난 뒤였다. 호첸플로츠가 어디에 있는지 알 수 없었으므로 결국 이대로 그만 둘 수밖에 없었다. 그리고 그 날 밤 카스페를의 꿈에 요정 아마릴리스가 나타나 바스티를 다시 원래의 모습으로 되돌리는 방법을 일러준다. 그 방법은 1권에서 나온 그 약초를 주는 것이었다. 결국 카스페를과 제펠은 다시 그 약초를 찾으러 떠났고 약초를 구하는데 성공한다. 그리고 그 때 숲속에서 호첸플로츠를 다시 만나게 된다.
아이들은 바스티를 그 약초로 다시 원래의 닥스훈트로 되돌렸고 아울러 호첸플로츠의 결백도 증명되었다. 호첸플로츠는 이제 자신은 도둑으로서의 삶을 정리하고 새로운 삶을 살 것임을 선언했지만 평생 그가 배운 것이라곤 도둑질 하나 뿐이라 정직하게 밥벌이를 하는 법을 모르고 있었다. 그래서 슐로터베크 부인에게 뭘 해야 정직하게 밥벌이를 하고 살 수 있겠는지 점을 봐달라고 부탁한다. 슐로터베크는 호첸플로츠를 위해 점을 봐주었고 점괘 결과는 여관을 하라는 것이었다. 그래서 그에게 여관을 차릴 것을 권한다. 그러자 호첸플로츠는 크게 기뻐하며 숲속 도둑 여관 개업식에 여기 있는 모든 사람들을 초대해 도둑의 성찬을 차려주겠다고 말했다. 그러면서 딤펠모저 경정을 바라보며 슬쩍 "단 경찰이 허락해준다면 말이죠."라고 했다. 그러자 딤펠모저 경정은 "난 그럼 이렇게 말하겠소. 숲 속 도둑 여관의 주인장."이라고 말하며 서로 웃으며 끝이 났다.

## 등장인물
- 호첸플로츠 : 작품의 주인공으로 마을의 악명 높은 왕도둑이다. 무기로 7자루의 단도와 1자루의 언월도 그리고 후추총을 들고 다닌다. 손기술이 매우 뛰어나서 자신의 소굴 앞에 있는 옹이진 늙은 떡갈나무를 식료품 저장고로 개조하기도 했고 그 나무 밑으로 또 다른 출입구를 만들기도 했다. 요리 솜씨도 매우 뛰어나다. 다만 제대로 교육을 받지 못했기에 문맹은 아니지만 맞춤법이 엉터리인 문장을 쓴다. 하지만 2번 체포된 이후 도둑 생활에 점점 환멸을 느끼며 개과천선하게 되고 슐로터베크 부인의 조언을 받아들여 여관을 차리며 여관의 주인이 된다.

- 카스페를 : 제펠의 단짝 친구로 할머니와 함께 사는 영리한 아이다. 낡은 뾰족모자를 쓰고 다니며 호첸플로츠를 혼동시키기 위해 제펠과 모자를 바꿔쓴 적이 있다.

- 제펠 : 카스페를의 단짝 친구로 역시 영리한 아이다. 높다란 알프스식 모자를 쓰고 다니며 호첸플로츠를 혼동시키기 위해 제펠과 모자를 바꿔쓴 적이 있다.

- 알로이스 딤펠모저 : 마을의 유일한 경찰이다. 아이들의 도움으로 호첸플로츠를 2번 체포한 공으로 1계급씩 진급했다.

- 할머니 : 카스페를의 할머니인데 호첸플로츠에게 3번씩이나 당해 기절하는 모습을 보였다.

- 포르티운쿨라 슐로터베크 : 마을 외곽에 사는 점성술사 아주머니로 마술도 부릴 수 있지만 가끔 어처구니 없는 실수를 하기도 한다. 닥스훈트였던 애완견 바스티를 베른하르트 종으로 바꾸려다가 악어로 만들어버린 것이 그 예시다.

- 페트로질리우스 츠바켈만 : 호첸플로츠의 오랜 친구이자 위대하고 사악한 마법사이다. 감자로 만든 요리를 매우 좋아한다. 똥을 금으로 만들 수 있고 사람을 원숭이로 만들어버릴 수 있을 정도로 엄청난 마법을 보유한 마법사이지만 무슨 이유에서인지 감자 껍질 벗기는 마법만은 해내지 못해 직접 앞치마를 두르고 칼로 직접 감자 껍질을 벗긴다. 그런 때에 호첸플로츠가 머슴으로 카스페를을 자신에게 팔았고 카스페를에게 감자 요리를 시킨다. 요정 아마릴리스에게 저주를 걸어 참개구리로 만들어버렸다.

- 아마릴리스 : 요정이었으나 츠바켈만의 마법을 방해한 죄로 그의 원한을 사 참개구리가 되고 말았다. 식재료를 찾으러 지하실에 왔다 그녀의 울음소리를 들은 카스페를에게 발견되었고 카스페를의 도움으로 마법을 해제하는 약초를 얻어 본래 모습으로 돌아오게 된다. 그 보답으로 카스페를에게 소원 3가지를 들어 주는 반지를 선물했고 이후 카스페를에게 바스티의 모습을 되돌리는 방법을 알려준다.

## 기타
저학년 아동을 대상으로 해서 그런지는 몰라도 대부분의 판본에서 역자가 번역을 할 때 고유명사를 무미건조하게 번역한 것이 많다. 대표적으로 독일의 음식에 관한 부분인데 자우어크라우트는 그냥 양배추 조림으로 번역한 것과 크뇌델을 그냥 감자떡으로 번역한 것이 그 예다. 이러한 형태는 2008년판까지도 그대로 유지되었다. 작중 배경은 2부 <호첸플로츠 다시 나타나다.>에서 딤펠모저 경감이 가솔린 엔진을 쓰는 소방차로 호첸플로츠를 추적하는 것과 3부 <호첸플로츠 또 다시 나타나다.>에서 호첸플로츠가 금을 찾으러 미국으로 갈 것이라는 말을 하는 것으로 보아 19세기 말~20세기 초의 1차 세계대전 이전 시기로 보인다. 여담으로 국내 출판본은 메르헨 전집 시절부터 쭉 독일 원판의 요제프 트립이 그린 삽화를 그대로 사용하고 있다.